# Lanttojärvi
Lanttojärvi är en sjö i Gällivare kommun i Lappland och ingår i Kalixälvens huvudavrinningsområde. Sjön har en area på 0,155 kvadratkilometer och ligger 358,4 meter över havet.